# 乃林镇
乃林镇，是中华人民共和国内蒙古自治区赤峰市喀喇沁旗下辖的一个乡镇级行政单位。

## 行政区划
乃林镇下辖以下地区：
南七家村、乃林村、兴隆庄村、三百垅村、他卜营子村、北山根村、草帽山村、甘苏庙村、黄金地村、昌盛远村、甸子村、平安地村、新房身村和福盛村。